# Zoosaprofagi
Zoosaprofagi (gr. zoosaprophaga) – grupa nekrofagów, owady i inne zwierzęta, odżywiające się rozkładającym się pokarmem zwierzęcym, np. larwy licznych gatunków muchówek oraz chrząszczy z rodziny Silphidae (Omarlicowate). Zoosaprofagi należą do saprofagów, obok (fitosaprofagów; gr. phytosaprophaga), zwierząt odżywiających się martwymi szczątkami organicznymi pochodzenia roślinnego. 
W odróżnieniu do zoosaprofagów zoosarkofagi odżywiają się nieżywym, lecz nierozkładającym się pokarmem zwierzęcym. 